# José Enrique Rozas
José Enrique Rozas Guijarro (Llanes, 1945-Llanes, 1 de diciembre de 2014) fue un abogado y político español.

## Biografía
Abogado de profesión, en las elecciones municipales de 1979 fue elegido alcalde de Llanes por la UCD gracias a un pacto con Coalición Democrática. En 1983 volvió a presentarse a la alcaldía, esta vez por Alianza Popular, revalidando su victoria por solo 272 votos. Durante su mandato se puso en marcha la Casa de Cultura, además de remodelarse el asilo de ancianos y el polideportivo municipal. En 1987 no optó a la reelección y abandonó la política activa, siendo sustituido por el socialista Antonio Trevín.